# Успенское (сельское поселение, Тверская область)
Се́льское поселе́ние Успе́нское — муниципальное образование в составе Ржевского района Тверской области. На территории поселения находится 59 населенных пунктов.
Центр поселения — посёлок Успенское.
Образовано в 2005 году, включило в себя территории Глебовского, Успенского и Ореховского сельских округов.

## Географические данные
- Общая площадь: 440,6 км²
- Нахождение: восточная часть Ржевского района
  - Граничит:
    - на северо-востоке — со Старицким районом, Луковниковское СП, Старицкое СП и Корениченское СП
    - на юго-востоке — с Зубцовским районом, Столипинское СП и Зубцовское СП
    - на юге — с СП Есинка
    - на юго-западе — с городом Ржевом
    - на западе — с СП Победа
    - на северо-западе — с СП Итомля

По территории поселения протекает река Бойня с притоками Мерзкая(с притоком Дарня), Дуниловка и другими. Южная и часть восточной границы проходят по реке Волга. Поселение пересекает автодорога «Тверь—Старица—Ржев» и железная дорога «Лихославль—Ржев».

## Экономика
В 2012 г. открыт новый свиноводческий комплекс ОАО "Агрофирма Дмитрова Гора", филиал "Ржевский бекон". Свинокомплекс после выхода на проектную мощность будет выдавать 120 тыс. поголовья, 12 тыс. тонн товарной свинины  в год.

## Население
На 01.01.2008 — 1725 человек.

## Населенные пункты
На территории поселения находятся следующие населённые пункты:
| №  | Тип нп | Название     | Население (2008 год) |
| -- | ------ | ------------ | -------------------- |
| 1  | пос.   | Успенское    | 469                  |
| 2  | дер.   | Антоново     | 1                    |
| 3  | дер.   | Бурцево      | 2                    |
| 4  | дер.   | Бутово       | 0                    |
| 5  | дер.   | Власово      | 2                    |
| 6  | дер.   | Воробьево    | 0                    |
| 7  | дер.   | Вороничено   | 5                    |
| 8  | дер.   | Гляденово    | 7                    |
| 9  | дер.   | Гнилево      | 0                    |
| 10 | дер.   | Голышкино    | 8                    |
| 11 | дер.   | Горшково     | 2                    |
| 12 | дер.   | Грибеево     | 4                    |
| 13 | дер.   | Демкино      | 0                    |
| 14 | дер.   | Дыбалово     | 0                    |
| 15 | дер.   | Житинки      | 0                    |
| 16 | дер.   | Извалино     | 0                    |
| 17 | дер.   | Карпово      | 1                    |
| 18 | дер.   | Клешнево     | 37                   |
| 19 | дер.   | Клипуново    | 1                    |
| 20 | дер.   | Малахово     | 0                    |
| 21 | дер.   | Маломахово   | 5                    |
| 22 | дер.   | Мануйлово    | 4                    |
| 23 | дер.   | Маслово      | 11                   |
| 24 | дер.   | Находово     | 47                   |
| 25 | дер.   | Ненаедово    | 7                    |
| 26 | дер.   | Пантюково    | 0                    |
| 27 | дер.   | Першино      | 9                    |
| 28 | дер.   | Плешки       | 220                  |
| 29 | дер.   | Пудово       | 5                    |
| 30 | дер.   | Старцево     | 3                    |
| 31 | дер.   | Шестино      | 2                    |
| 32 | дер.   | Юшнево       | 2                    |
| 33 | дер.   | Орехово      | 147                  |
| 34 | дер.   | Ведомково    | 0                    |
| 35 | дер.   | Волыново     | 0                    |
| 36 | дер.   | Коммуна      | 4                    |
| 37 | дер.   | Крупцово     | 30                   |
| 38 | дер.   | Максаково    | 0                    |
| 39 | дер.   | Массальское  | 14                   |
| 40 | дер.   | Рублево      | 0                    |
| 41 | дер.   | Столыпино    | 2                    |
| 42 | дер.   | Терешково    | 109                  |
| 43 | дер.   | Глебово      | 291                  |
| 44 | дер.   | Васюково     | 115                  |
| 45 | дер.   | Выдрино      | 21                   |
| 46 | дер.   | Гузынино     | 27                   |
| 47 | дер.   | Дунилово     | 37                   |
| 48 | ст.    | Есиповская   | 5                    |
| 49 | дер.   | Заречная     | 7                    |
| 50 | дер.   | Захарово     | 10                   |
| 51 | дер.   | Карпово      | 3                    |
| 52 | дер.   | Макарово     | 9                    |
| 53 | дер.   | Немцово      | 0                    |
| 54 | дер.   | Новый Рукав  | 11                   |
| 55 | дер.   | Озерецкое    | 2                    |
| 56 | дер.   | Панино       | 11                   |
| 57 | дер.   | Плотниково   | 16                   |
| 58 | дер.   | Старый Рукав | 0                    |
| 59 | дер.   | Щетинино     | 0                    |

## История
В 13-14 веках территория поселения относилась к Тверскому княжеству и находилась на границе со Смоленскими (Ржевскими) землями. В XV веке присоединена к Великому княжеству Московскому и в 16-17 веках входила в Старицкий уезд.
С образованием в 1796 году Тверской губернии территория поселения входила в три уезда: северная часть в Старицкий уезд, восточная — в Зубцовский уезд, центральная в Ржевский уезд.
В середине XIX—начале XX века деревни поселения относились к Тимофеевской и Масловской волостям Ржевского уезда, Мологинской волости Старицкого уезда и Иружской волости Зубцовского уезда.
В мае-июне 1943 года в деревне Старый Рукав происходило  третье  формирование 159-й стрелковой дивизии, прошедшей славный боевой путь и ставшей  впоследствии 159-й стрелковой Витебской Краснознамённой орденов Суворова и Кутузова дивизией.  
В 1940-50-е годы на территории поселения существовали Калино-Глебовский, Красногорский, Луначарский(Масловский), Антоновский и Зелениченский(Гнилевский) сельсоветы Ржевского и Ореховский сельсовет Зубцовского районов Калининской области.

## Известные люди
- Молодцов, Дмитрий Семёнович (1908—1943) — Герой Советского Союза. Родился в деревне Плешки.
- Смирнов, Василий Иванович (1899—1967) — советский военачальник, генерал-майор. Родился в деревне Немцово.

## Воинские захоронения
В годы Великой Отечественной войны территория поселения была ареной ожесточенных боев. На территории поселения находятся 6 воинских захоронений солдат Красной Армии, погибших во время Ржевской битвы 1942—1943 годов.
Список воинских захоронений на территории сельского поселения Успенское.
| № захоронения в ВМЦ | Место захоронения | Захоронено всего | Захоронено известных | Захоронено неизвестных |
| ------------------- | ----------------- | ---------------- | -------------------- | ---------------------- |
| 69-487              | Волыново, дер.    | 110              | 110                  | 0                      |
| 69-488              | Глебово, дер.     | 4576             | 4456                 | 120                    |
| 69-490              | Гнилево, дер.     | 5377             | 5377                 | 0                      |
| 69-501              | Маслово, дер.     | 1410             | 1407                 | 3                      |
| 69-502              | Массальское, дер. | 187              | 187                  | 0                      |
| 69-511              | Орехово, дер.     | 565              | 565                  | 0                      |